# George Coșbuc
George Coșbuc (fonetikus kiejtéssel: [ˈd͡ʒe̯ord͡ʒe koʃˈbuk]; Hordó, 1866. szeptember 20. – Bukarest, 1918. május 9.) erdélyi születésű román költő, író, újságíró, szerkesztő, műfordító és tanár; a 19–20. századi román költészet egyik legjelentősebb személyisége. 1916-tól a Román Akadémia (Academia Română) rendes tagja. George Coșbuc legfőképpen a falusi életet bemutató, dicsérő és magasztaló, illetve az ezzel járó munkáról szóló költeményeiről vált ismertté, de ugyanakkor örömteli eseményeket leíró alkalmi versei is jelentősek.

## Élete

### Családja és gyermekkora (1866–1880)

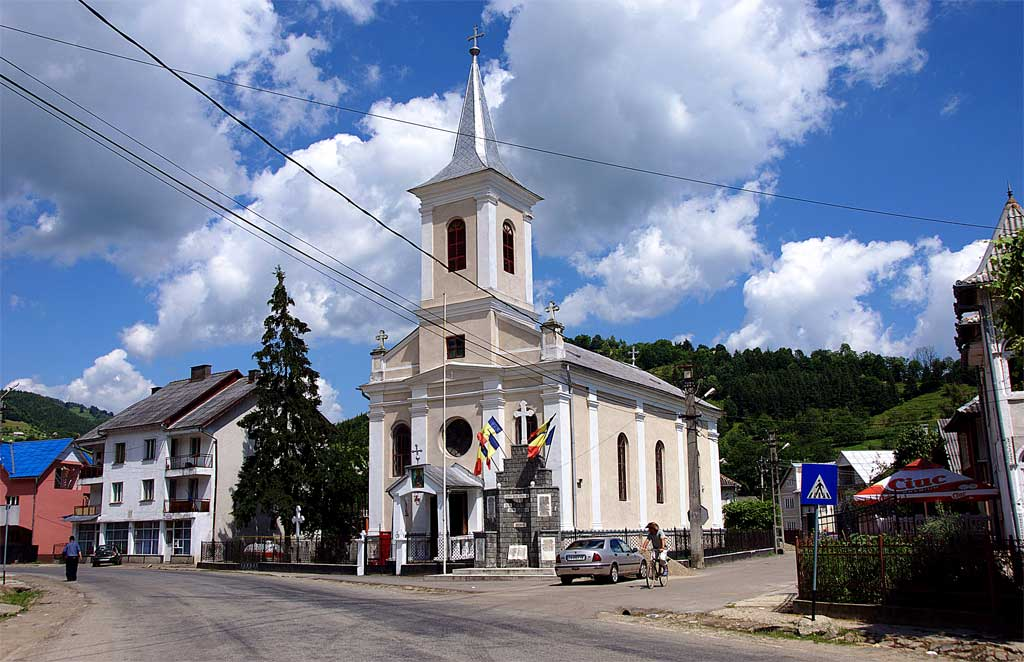
Korábban görögkatolikus, ma ortodox templom a költő szülőfalujában, Hordóban

George Coșbuc 1866. szeptember 20-án született Hordó (románul: Hordou) falujában, Beszterce-Naszód vármegye területén, a Magyar Királyságban, 10 kilométerre északra Naszód városától. Szülőfaluja Erdély északi részén, a Szalóca (románul: Sălăuța) folyó völgyében található, amely a Nagy-Szamos egyik mellékvize. 14 gyermekes család nyolcadik gyermekeként látta meg a napvilágot. Apja, a hordói származású Sebastian Coșbuc görögkatolikus papként tevékenykedett, anyja, Maria pedig egy telcsi, Avacum nevezetű görögkatolikus pap leánya volt.

## Magyarul megjelent művei
- Coşbuc Györgyː Költemények; bev. Alexics György, ford. Révai Károly; Luceafărul Ny., Bp., 1905
- Erdei lakodalom; vers George Coşbuc, rajz Elena Ceauşu, ford. Deák Tamás; Ifjúsági, Bukarest, 1957
- Mese a libákról; ford. Majtényi Erik, ill. Ceauşu Elena; Ifjúsági, Bukarest, 1958
- A pásztorlány. Válogatott versek; ford. Áprily Lajos et al., szerk. Jékely Zoltán, V. András János, utószó Ion Popper, ford. Fáskerthy György; Európa, Bp., 1958
- Költemények. Válogatott versek; ford. Áprily Lajos et al., szerk. Jékely Zoltán, V. András János, utószó Ion Popper, ford. Fáskerthy György; Állami Irodalmi és Művészeti Kiadó, Bukarest, 1958
- Költemények; ford. Szemlér Ferenc et al., vál., bev. Láng Gusztáv; Ifjúsági, Bukarest, 1961 (Tanulók könyvtára)
- George Coşbuc legszebb versei; bev. Láng Gusztáv, ford. Áprily Lajos et al.; Ifjúsági, Bukarest, 1966

## Fordítás
- Ez a szócikk részben vagy egészben  a   George Coșbuc című román Wikipédia-szócikk ezen változatának fordításán alapul.  Az eredeti cikk szerkesztőit annak laptörténete sorolja fel. Ez a jelzés csupán a megfogalmazás eredetét és a szerzői jogokat jelzi, nem szolgál a cikkben szereplő információk forrásmegjelöléseként.